# قرارگاه غدیر
قرارگاه غدیر شمال یکی از قرارگاه‌های ده‌گانه نیروی زمینی سپاه پاسداران به فرماندهی سرتیپ پاسدار علی شالیکار است. این قرارگاه سپاه‌های استانی کربلای مازندران، قدس گیلان و نینوای گلستان را تحت امر دارد و مهم‌ترین یگان‌های تحت امر آن، لشکر ۲۵ کربلای مازندران، لشکر ۱۶ قدس گیلان و تیپ ۱ نینوا می‌باشند. ستاد فرماندهی قرارگاه غدیر در شهر ساری قرار دارد‌.